# Rei da Festa
"Rei da Festa" é uma canção da cantora brasileira Joelma, gravada para seu terceiro álbum ao vivo, Isso É Calypso na Amazônia (2022). Uma versão em estúdio foi lançada como um single promocional em 14 de abril de 2022 de forma independente. A versão ao vivo foi lançada como um single oficial do álbum em 18 de agosto de 2022.

## Antecedentes e lançamento
"Rei da Festa" foi lançada de forma independente em 14 de abril de 2022 como um single promocional. Um mês depois, a canção foi incluída no repertório do seu terceiro álbum ao vivo, Isso É Calypso na Amazônia, gravado em 14 de maio de 2022 no Sambódromo de Manaus e lançado em 15 de agosto. A faixa foi lançada como um single oficial do álbum em 18 de agosto de 2022, acompanhada por seu vídeo ao vivo que apresenta a cantora performando a canção com o dançarino cadeirante Adriano Silva.

## Apresentações ao vivo
Joelma cantou "Rei da Festa" ao vivo em várias ocasiões durante a promoção do álbum em 2022, principalmente em programas de televisão. Ela fez a primeira apresentação televisionada da canção no Faustão na Band em 19 de agosto de 2022. No dia 23 do mesmo mês, a cantora apresentou a canção no The Noite com Danilo Gentili. Em 23 de outubro, interpretou a canção no Hora do Faro, junto com "Dançando Calypso" e "Isso É Calypso". Joelma e o dançarino Adriano Silva performaram a canção na 25ª edição do Teleton e no Altas Horas, respectivamente em 4 e 19 de novembro. No mesmo mês, cantou a canção no Programa do Ratinho e Encontro com Patrícia Poeta.